# هیلدگارد هاوارد
هیلدگارد هاوارد (انگلیسی: Hildegarde Howard؛ ۳ آوریل ۱۹۰۱ – ۲۸ فوریهٔ ۱۹۹۸) باستان‌شناس اهل ایالات متحده آمریکا بود.
وی همچنین برندهٔ جوایزی همچون کمک‌هزینه گوگنهایم شده‌است.